# Foy d'Agen
Pour l’article ayant un titre homophone, voir Sainte Foi.
Foy (née vers 291 et morte en 303 à Agen) est une sainte chrétienne fêtée par l’Église catholique le 6 octobre.
Cette vierge martyre appartient avec Caprais, Prime et Félicien à un groupe de martyrs agenais persécutés par Dacien et dont l'historicité n'est pas certaine, leurs corps, inconnus jusqu'au Ve siècle, apparaissant dans des légendes hagiographiques qui relatent des translations miraculeuses de reliques.

## Hagiographie
À la fin du IIIe siècle en Gaule, quelques persécutions ont lieu après l'édit de Dioclétien. À Agen, c’est à cette période que naît Foy, vers l’an 291, (en latin fides, is, qui signifie « lyre », différent de fides, ei, qui signifie « foi »), qui appartenait à une très riche famille gallo-romaine. Elle a défendu sa foi chrétienne jusqu’à mourir pour elle. Cuite sur un lit d’airain et décapitée à l’âge de treize ans, à Agen, en 303, après avoir comparu devant le tribunal de Dacien, proconsul romain durant le règne de l’empereur Maximien. Après elle, moururent sa sœur sainte Alberte, saint Caprais et d’autres habitants chrétiens de la ville venus partager le sort de la martyre.

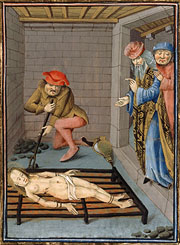
Martyre de sainte Foy.

Sainte Foy était connue et réputée des rois de France à la suite de la fondation d'un lieu de prières à Conques (anciennement appelée Vallée Lapidosa), où la sainte intercédait lors de prières faites par des chrétiens en ce lieu depuis l'an 371. Clovis vit par exemple en sainte Foy une grande intervenante auprès du Christ pour son royaume. Lors de son passage en Aquitaine, il passa à Conques et y fit réparer le monastère anciennement dégradé par les persécutions romaines et les invasions barbares. Il le refonda et y donna des biens. Sainte Foy y fut honorée. Vers 730, le monastère Sainte Foy de Conques fut détruit par les Sarrasins. Mais, plus tard, le roi des Francs Pépin le Bref y envoya un abbé pour réorganiser le lieu : un certain Dado. Son fils et successeur au trône des Francs, Charlemagne, vint à Conques et, comme Clovis, refonda le monastère, puis y fit don de grands biens. Ce lieu catholique de prières fut un refuge face aux invasions normandes où, en 866, un moine de Conques, dans le Rouergue, Aronisde, abrita dans l’abbaye certains restes de Sainte Foy lors des conflits qui dévastaient les bords de la Garonne à Agen dans les années 800.
L'abbaye connut dès lors une grande prospérité et, comme elle se trouvait sur une des routes des pèlerins de Saint-Jacques-de-Compostelle (la Via Podiensis), les « Jacquiers » s’arrêtaient pour prier devant la belle statue d’or qui contenait le crâne de la martyre. Elle est fêtée le 6 octobre, jour supposé de son exécution.

## Postérité
Sa renommée s’étendit dès lors en France puis en Espagne et au Portugal. Les conquistadores l’emmenèrent dans les Amériques. De nombreuses villes portent son nom : Santa Fe aux États-Unis (Nouveau-Mexique, Texas, Floride, Missouri et Tennessee), Santa Fe de la Vera Cruz en Argentine, Santa Fe de Bogotá en Colombie, et bien d’autres : Mexique, Honduras, Panama, Chili et Brésil (22 localités dans tout le pays, avec l’orthographe Santa Fé ; source brésilienne : « Atlas rodoviário Quatro Rodas »).
Des églises anciennes et importantes portent son nom à Sélestat (Alsace) et à Saint-Fiden (de) près de Saint-Gall (Suisse). Heilige Fides est la forme allemande de sainte Foy. Au Québec, le père Chaumonot construisit une chapelle pour les Hurons en 1669, près de Sillery et de Cap-Rouge sur le Saint-Laurent, en l’honneur de sainte Foy. La ville a été fusionnée avec dix-sept autres dans la nouvelle ville de Québec en 2002. L'orfèvre Goudji a construit un reliquaire en hommage à la sainte, appartenant au trésor de l'abbatiale Sainte-Foy de Conques.

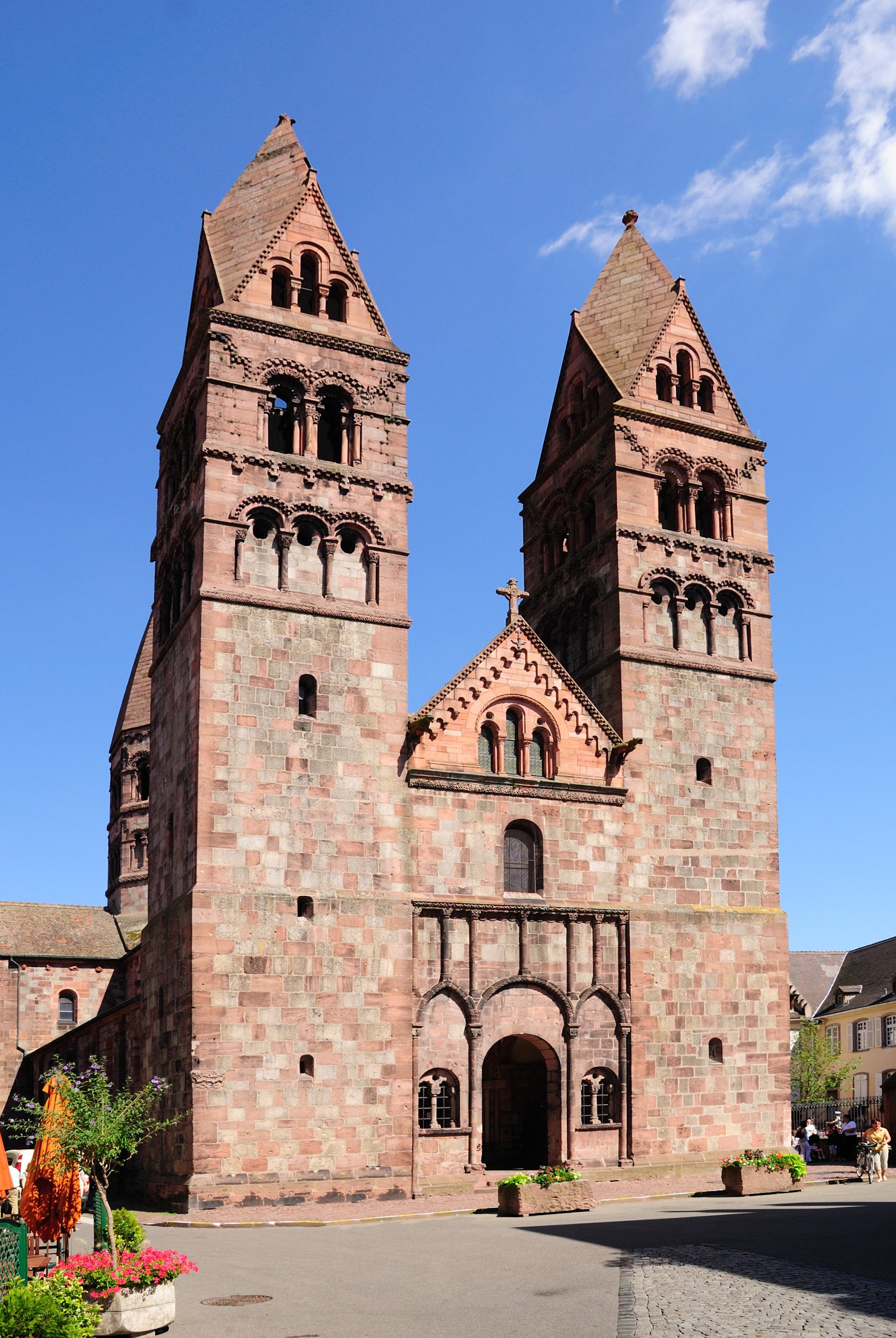
L'église Sainte-Foy de Sélestat, Bas-Rhin.
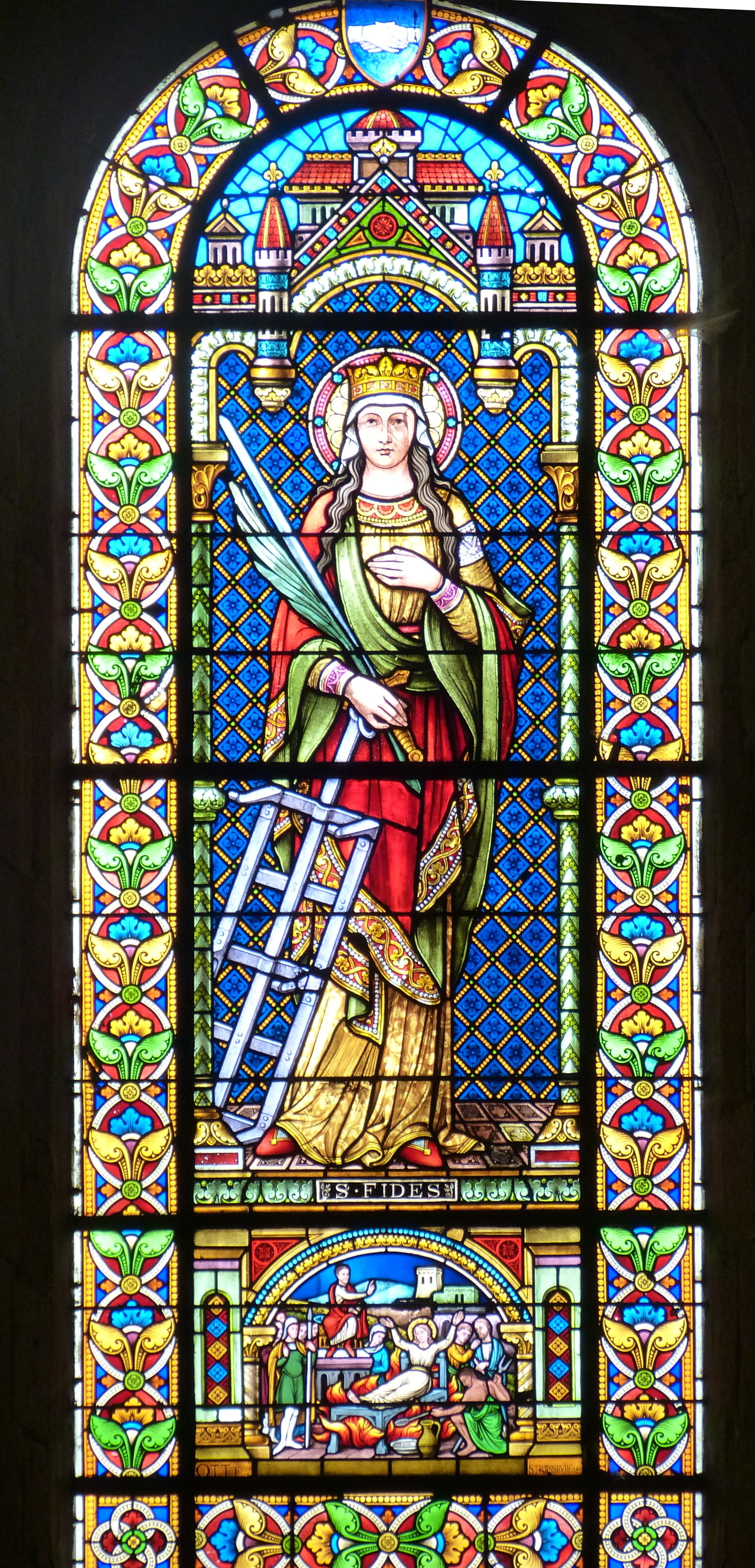
Vitrail de l'église représentant la jeune martyre.
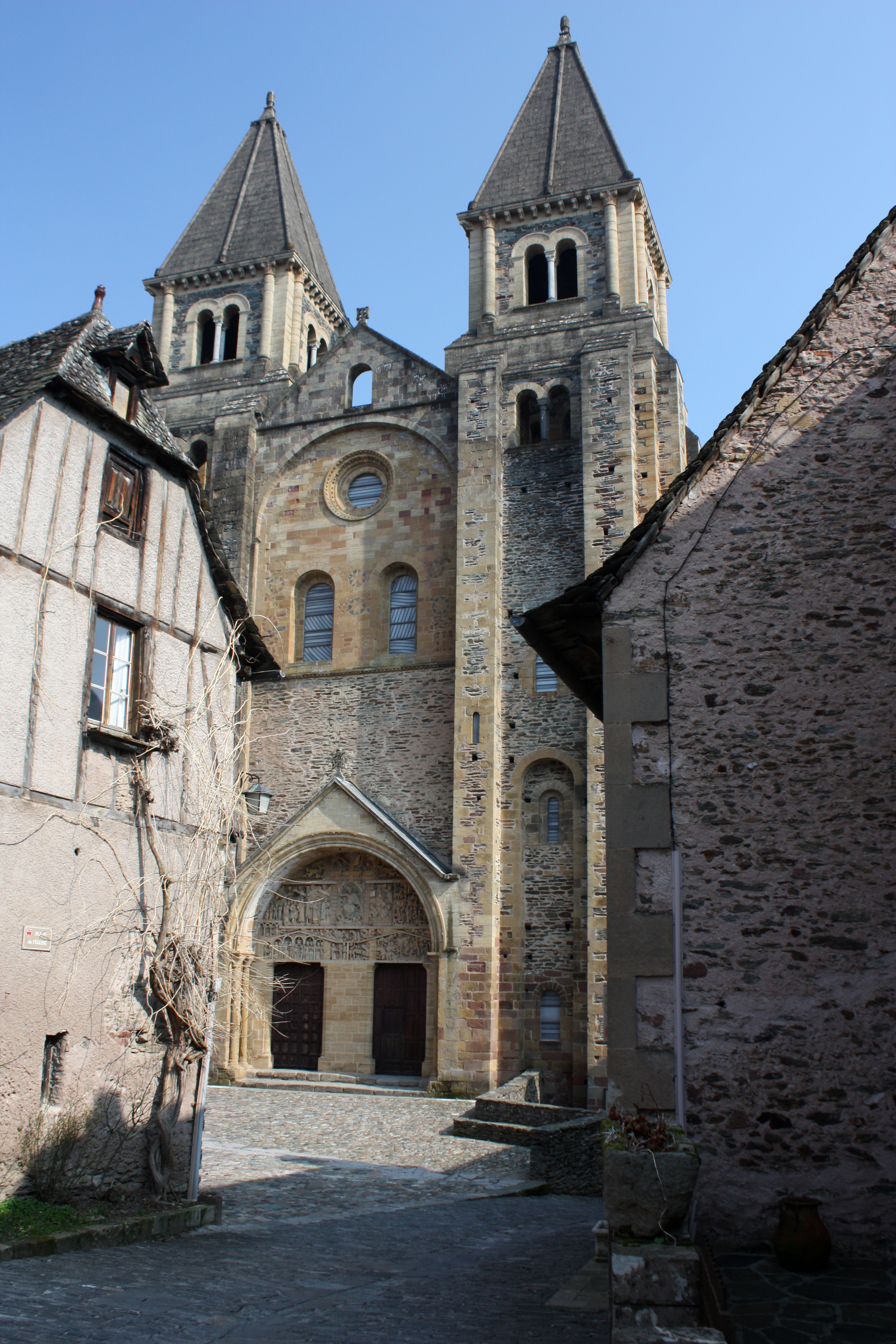
L'abbatiale Sainte-Foy de Conques, Aveyron.
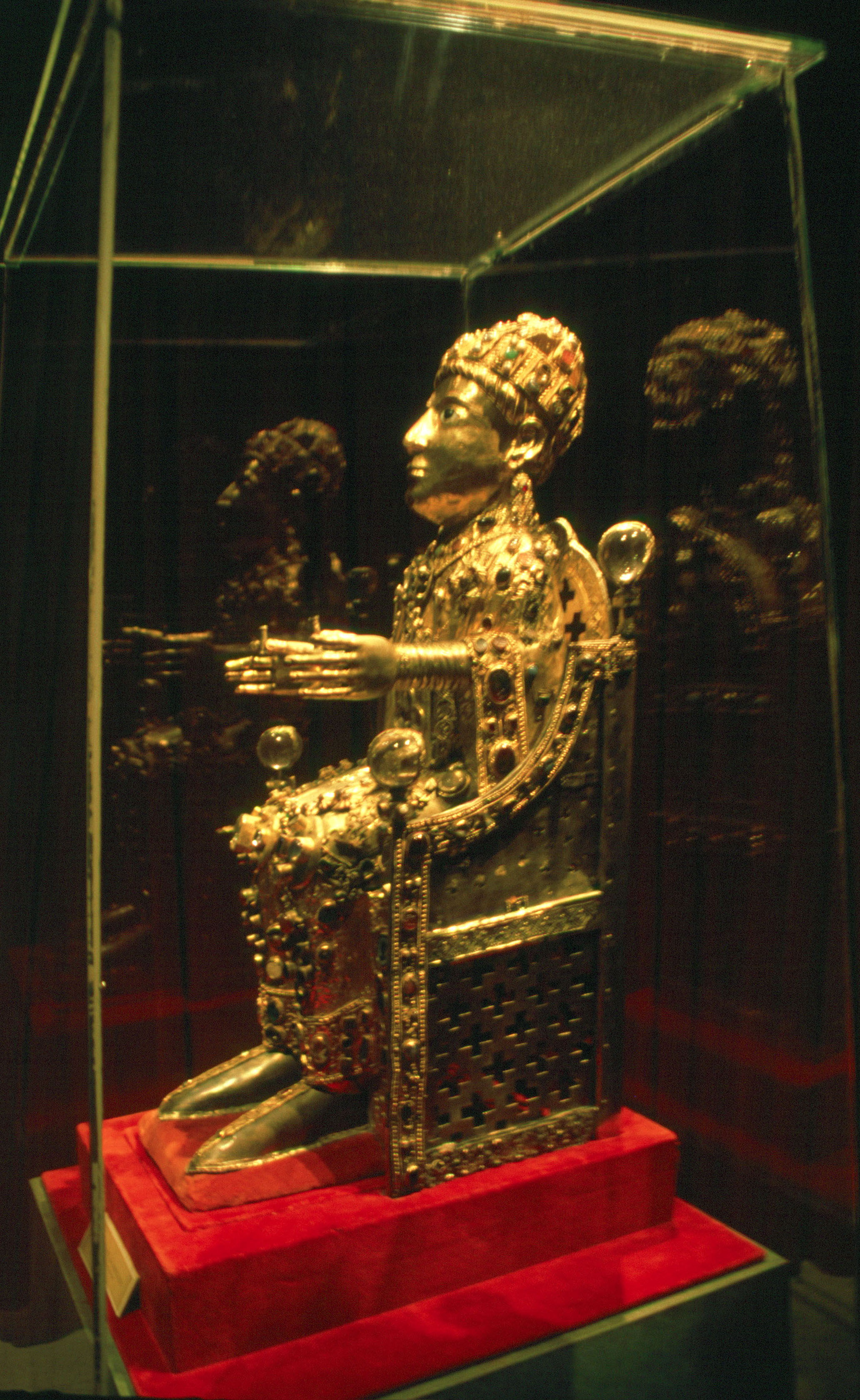
Statue reliquaire de sainte Foy, trésor de l'abbatiale.